# Osbornellus macchiae
Osbornellus macchiae är en insektsart som beskrevs av Lindberg 1948. Osbornellus macchiae ingår i släktet Osbornellus och familjen dvärgstritar. Inga underarter finns listade i Catalogue of Life.